# Liste d'écrivains panaméens
Cette liste d’écrivains panaméens présente les auteurs panaméens qui ont écrit aussi bien en espagnol qu'éventuellement dans d'autres langues.

## 1700
- Manuel José de Ayala (es) (1728-1805), fonctionnaire, archiviste
- Víctor de la Guardia y Ayala (es) (1772-1824), homme politique, dramaturge
- Mariano Arosemena (es) (1794-1868), journaliste, néo-classique

## 1800
- Justo Arosemena (es)  (1817-1896), juriste, économiste, essayiste
- Tomás Martín Feuillet (es) (1832-1862), poète
- Amelia Denis de Icaza (es) (1836-1911), poétesse

## 1850
- Federico Escobar (es) (1861-1912), poète, dramaturge
- Ramón Maximiliano Valdés (1867-1918), poète, essayiste, homme politique
- Rodolfo Caicedo (es) (1868-1905), poète
- Salomón Ponce Aguilera (es) (1868-1945), avocat, journaliste, essayiste
- Darío Herrera (es) (1870-1914), journaliste, essayiste, diplomate
- Nicole Garay (es) (1873-1928), musicienne, poétesse, féministe
- Zoraida Díaz (es) (1880-1948), enseignante, poétesse
- Ricardo Miró (es) (1883-1940), diplomate, poète
- Enrique Geenzier (en) (1887-1943), homme politique, diplomate, poète
- Octavio Méndez Pereira (es) (1887-1954), enseignant, historien, essayiste, romancier
- Ernesto J. Castillero (es) (1889-1981), historien, enseignant, essayiste

## 1890
- José Daniel Crespo (es) (1890-1958), enseignant, essayiste, homme politique
- Magdalena Herrera (es) (1890-1991), enseignante, journaliste, historienne
- María Olimpia de Obaldía (1891-1985), poétesse
- Juana Oller (es) (1891-1975), enseignante, essayiste, nouvelliste, féministe
- José María Núñez (1894–1990)
- Demetrio Korsi (es) (1899-1957), poète (moderniste/avant-gardiste)
- Moisés Castillo (1899–1974)

## 1900
- Ofelia Hooper (es) (1900-1980), sociologue, universitaire, poétesse, essayiste
- Gil Blas Tejeira (1901–1975)
- Demetrio Herrera Sevillano (es) (1902-1950), poète, avant-gardiste
- Rogelio Sinán (es) (1902-1994), essayiste, nouvelliste, romancier, poète

## 1910
- Alfredo Cantón (es) (1910-1967), pédagogue, essayiste, nouvelliste, romancier
- Roque Javier Laurenza (es) (1910-1984), journaliste, essayiste, poète, critique
- Ricardo J. Bermúdez (es) (1914-2000), architecte, avant-gardiste, poète, nouvelliste
- Stella Sierra (es) (1917-1987), poétesse, essayiste
- Mario Augusto Rodríguez (es) (1917-2009), enseignant, journaliste, nouvelliste, essayiste, poète, dramaturge, romancier
- José María Sánchez Borbón (es) (1918-1973), nouvelliste
- Rodrigo Miró (es) (1919-1996), historien, essayiste, critique

## 1920
- Joaquín Beleño (es) (1921-1988), journaliste, romancier
- Jorge Turner (es) (1922-2011), journaliste, essayiste, critique, diplomate
- Ramón H. Jurado (es) (1922-1978), compositeur, nouvelliste, romancier, dramaturge
- Carlos Francisco Chang Marín (es) (1922-2012), folkloriste, poète, nouvelliste, romancier, musicien, peintre
- Tristán Solarte (es) (1924-2019, Guillermo Sánchez Borbón), journaliste, romancier
- Sydia Candanedo (es) (1927-), poétesse, nouvelliste
- José de Jesús Martínez (es) (1929-1991, Chuchú Martínez), enseignant, poète, dramaturge
- Jorge Conte Porras (es) (1929-2006), historien

## 1930
- Víctor Levi Sasso (es) (1931-1995), enseignant, ingénieur civil, essayiste
- Ernesto Endara (1932-)
- Álvaro Menéndez Franco (1932-)
- Eustorgio Chong Ruiz (es) (1934-2015), enseignant, nouvelliste, dramaturge
- Enrique Chuez (1934-)
- José Franco (diplomate panaméen) (es) (1936-), poète, journaliste, constitutionnaliste, diplomate
- Justo Arroyo (es) (1936-), écrivain, enseignant
- Victoria Jiménez Vélez (1937)
- Pedro Rivera (1939)
- Benajamín Ramón (1939)
- Bertalicia Peralta (es) (1939-), journaliste, nouvelliste

## 1940
- Beatríz Valdés (1940-)
- Gloria Guardia (1940-)
- Dimas Lidio Pitty (1941-)
- Moravia Ochoa López (1941-)
- Roberto Fernández Iglesias (es) (1941-2019), poète, essayiste, journaliste
- Mireya Hernández (1942–2006)
- Juan David Morgan (es) (1942-), avocat, impresario, administrateur, traducteur, romancier, nouvelliste, dramaturge
- Arysteides Turpana (es) (1943-2020), enseignant, nouvelliste, poète
- Félix H. Cuevas (es) (1943-), enseignant, mathématicien
- Isabel Herrera de Taylor (1944-)
- Lesbia Urriola (es) (1944-), enseignante, essayiste, poétesse
- Enrique Jaramillo Levi (es) (1944-), essayiste, poète, nouvelliste, dramaturge
- Raúl Leis (es) (1947-2011), sociologue, essayiste, poète, nouvelliste, romancier, dramaturge
- Rose Marie Tapia (es) (1947-), romancière
- Raúl Leis (1947-)
- Giovanna Benedetti (1949-)

## 1950
- Lupita Quirós Athanasiadis (1950-)
- Rey Barría (1951-)
- Edgar Soberón Torchia (es) (1951-), dramaturge, cinéaste, nouvelliste
- Ramón Fonseca Mora (1952-), avocat, écrivain, romancier
- Herasto Reyes (es) (1952-2005), journaliste, activiste, historien, essayiste
- Virginia Fábrega (es) (1953-), poétesse
- Claudio de Castro (1957-)
- Consuelo Tomás (1957-)
- Yolanda Hackshaw (es) (1958-), enseignante, nouvelliste, poétesse, essayiste
- Allen Patiño (1959-)
- Rafael Alexis Álvarez (1959-)
- Ariel Barría Alvarado (es) (1959-2021), écrivain, enseignant, gestionnaire culturel, romancier
- Héctor M. Collado (es) (1959-), poète, nouvelliste

## 1960
- Héctor Collado (1960-)
- Gonzalo Menéndez González (1960-)
- David Robinson Orobio (es) (1960-), biologiste, enseignant, poète, nouvelliste
- Mariafeli Domínguez (es) (1960-), enseignant, essayiste
- Luis Pulido Ritter (es) (1961-), universitaire, journaliste, essayiste, poète, romancier
- Rogelio Guerra Ávila (1963-)
- Eduardo Verdurmen (es) (1964-), professeur de cinéma, romancier, Rex Angelorum (2009)
- Carlos Fong (1967-)

## 1970
- Porfirio Salazar (es) (1970-), avocat, essayiste, poète
- Javier Stanziola (es) (1970 ?), essayiste, dramaturge, nouvelliste, romancier
- Carlos Oriel Wynter Melo (es) (1971-), nouvelliste, romancier
- José Luis Rodríguez Pittí (es) (1971-), artiste visuel, enseignant, essayiste, nouvelliste
- Osvaldo Reyes (es) (1971-), romancier (roman noir)
- Melanie Taylor (1972)
- Salvador Medina Barahona (es) (1973-), poète, essayiste, enseignant
- Lilian Guevara (1974-)
- Lili Mendoza (es) (1974-), Lilia Ester Mendoza Peregrina), journaliste, poétesse, nouvelliste
- Roberto Pérez-Franco (es) (1976-), nouvelliste, poète, essayiste

## 1980
- Gloria Melania Rodríguez (1981-)
- Javier Romero Hernández (es) (1983-), poète, dramaturge, directeur de théâtre
- Annabel Miguelena (1984)